# العلاقات السودانية الفرنسية
العلاقات السودانية الفرنسية هي العلاقات الثنائية التي تجمع بين السودان وفرنسا.

## مقارنة بين البلدين
هذه مقارنة عامة ومرجعية للدولتين:
| وجه المقارنة                                              | السودان                     | فرنسا                                                    |
| --------------------------------------------------------- | --------------------------- | -------------------------------------------------------- |
| المساحة (كم2)                                             | 1.89 مليون                  | 643.80 ألف                                               |
| عدد السكان (نسمة)                                         | 40.53 مليون                 | 67.12 مليون                                              |
| الكثافة السكانية (ن./كم²)                                 | 21.44                       | 104.26                                                   |
| العاصمة                                                   | الخرطوم                     | باريس                                                    |
| اللغة الرسمية                                             | اللغة العربية، لغة إنجليزية | لغة فرنسية                                               |
| العملة                                                    | جنيه سوداني                 | يورو، فرنك س ف ب، فرنك فرنسي، Livre tournois ‏            |
| الناتج المحلي الإجمالي (بليون دولار)                      | 117.49 مليار                | 2.58 تريليون                                             |
| الناتج المحلي الإجمالي (تعادل القوة الشرائية) بليون دولار | 176.55 مليار                | 2.87 تريليون                                             |
| الناتج المحلي الإجمالي الاسمي للفرد دولار أمريكي          | 2.41 ألف                    | 36.20 ألف                                                |
| الناتج المحلي الإجمالي للفرد دولار أمريكي                 | 4.07 ألف                    | 39.33 ألف                                                |
| مؤشر التنمية البشرية                                      | 0.479                       | 0.888                                                    |
| رمز المكالمات الدولي                                      | +249                        | +33                                                      |
| رمز الإنترنت                                              | سودان                       | .fr، .bzh ‏، .tf، .re، .wf، .yt، .pm، .paris              |
| المنطقة الزمنية                                           | ت ع م+03:00، ت ع م+02:00    | أوروبا/باريس ‏، توقيت وسط أوروبا، توقيت وسط أوروبا الصيفي |

## منظمات دولية مشتركة
يشترك البلدان في عضوية مجموعة من المنظمات الدولية، منها:
| علم المنظمة | اسم المنظمة                               | تاريخ انضمام السودان | تاريخ انضمام فرنسا |
| ----------- | ----------------------------------------- | -------------------- | ------------------ |
|             | الاتحاد البريدي العالمي                   | ?                    | ?                  |
|             | يونسكو                                    | 26 نوفمبر 1956       | 4 نوفمبر 1946      |
|             | البنك الدولي للإنشاء والتعمير             | 5 سبتمبر 1957        | 27 ديسمبر 1945     |
|             | وكالة ضمان الاستثمار متعدد الأطراف        | 7 نوفمبر 1991        | 28 ديسمبر 1989     |
|             | البنك الإفريقي للتنمية                    | ?                    | ?                  |
|             | الاتحاد الدولي للاتصالات                  | 23 أكتوبر 1957       | 1866               |
|             | منظمة الشرطة الجنائية الدولية             | ?                    | ?                  |
|             | مؤسسة التمويل الدولية                     | 21 أكتوبر 1960       | 20 يوليو 1956      |
|             | الأمم المتحدة                             | 12 نوفمبر 1956       | 24 أكتوبر 1945     |
|             | مؤسسة التنمية الدولية                     | 24 سبتمبر 1960       | 30 ديسمبر 1960     |
|             | الفريق المعني برصد الأرض                  | ?                    | ?                  |
|             | منظمة حظر الأسلحة الكيميائية              | ?                    | ?                  |
|             | المركز الدولي لتسوية المنازعات الاستشارية | 9 مايو 1973          | 20 سبتمبر 1967     |

## وصلات خارجية
- موقع وزارة الخارجية السودانية
- موقع وزارة الخارجية الفرنسية